# Gare de Nanaimo
La  gare de Nanaimo est une gare ferroviaire canadienne fermée. Elle est située dans la ville de Nanaimo en Colombie-Britannique.
Le service ferroviaire y est suspendu depuis 2011. Elle est reconnue, en 1991, gare ferroviaire patrimoniale.

## Situation ferroviaire
La gare est située sur la ligne allant de Victoria à Courtenay. 

## Histoire

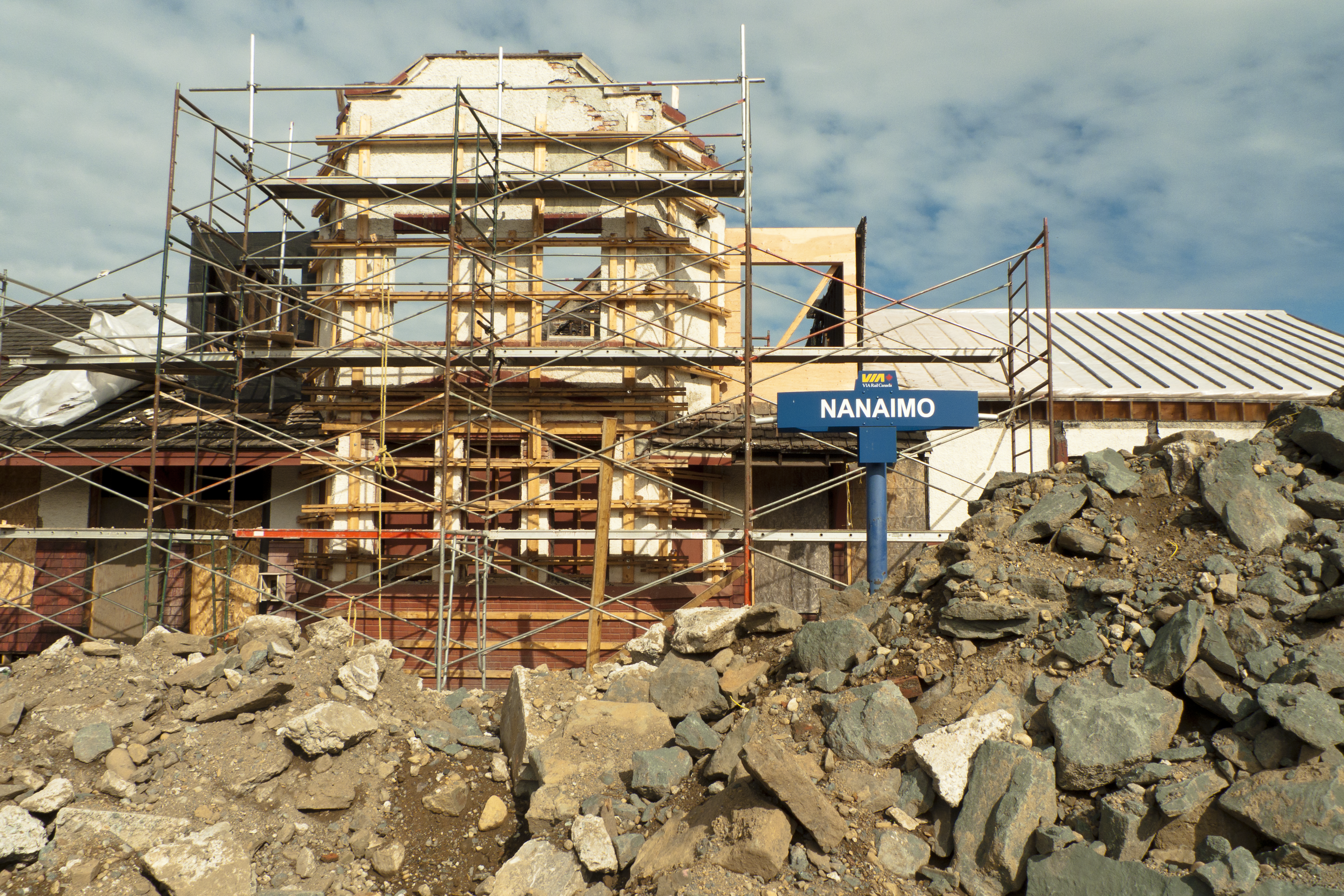
Reconstruction de la gare après l'incendie.

Construite en 1920 par le Canadien Pacifique à la place de la gare originale de l'Esquimalt & Nanaimo datant de 1886, la gare de Nanaimo est une gare patrimoniale du Canada depuis 1991. Un incendie endommage fortement la gare en 2007. 

## Patrimoine ferroviaire
La gare est reconnue gare ferroviaire patrimoniale le 1er juin 1991.